# Zeitgeist (pojęcie filozoficzne)
Zeitgeist (wymawiaj [ˈtsa͡ɪtga͡ɪst]ⓘ) – niemieckie wyrażenie oznaczające „ducha czasu” lub „ducha epoki”. Wyrażenie to odnosi się do intelektualnego i kulturalnego klimatu epoki. W języku niemieckim słowo to ma więcej płaszczyzn znaczeniowych niż sugerowałoby to tłumaczenie.